# Bloch: Heißkalte Seele
Heißkalte Seele ist ein deutscher Fernsehfilm von Michael Verhoeven aus dem Jahr 2012. Es ist die zweiundzwanzigste Episode der Fernsehreihe Bloch mit Dieter Pfaff in der Titelrolle des Dr. Maximilian Bloch. Die Haupt-Gaststars dieser Folge sind Katharina Schüttler, Rainer Bock, Christian Näthe und Leonie Lavinia May. Ulrike Krumbiegel verkörpert Blochs Partnerin Clara Born und Jonathan Dümcke deren Sohn Tommy.
Dem Drehbuch liegt die Konzeption von Peter Märthesheimer und Pea Fröhlich zugrunde.

## Handlung
Die junge Rieke Hollstein wird von ihrem Vater Klaus aus der Psychiatrischen Klinik abgeholt, in die sie wegen einer Bipolaren Störung eingewiesen wurde. Unterwegs bittet Rieke ihn, kurz anzuhalten, da sie mal müsse. Zur Beunruhigung ihres Vaters verschwindet sie jedoch spurlos. Zuvor hatte sie ihrem Lebensgefährten Benno Pflüger noch eine Nachricht geschickt, dass es ihr leid tue und dann ihr Handy ausgestellt. Rieke, die auf einen Baum geklettert ist, um sich auf einem langen Ast auszustrecken und sich dann urplötzlich fallen zu lassen, verletzt sich bei ihrem Sturz aus 10 Meter Höhe zum Glück nicht ernsthaft und wird mit Frakturen ins Krankenhaus eingeliefert.
Acht Wochen später sucht Pflüger, der sich große Sorgen um seine Lebensgefährtin macht, den Psychotherapeuten und Psychologen Dr. Maximilian Bloch auf, dem er vertraut, seit er vor Jahren in dessen Tochter Leonie verliebt war. Bloch ist skeptisch, Rieke helfen zu können, solange sie sich weigere, Hilfe anzunehmen, will aber mit ihr sprechen. Die erste Begegnung mit Rieke Hollstein gestaltet sich seltsam. Ein Gespräch mit Riekes Vater zeigt Bloch, dass er einfach nicht wahrhaben will, wie es um seine Tochter steht und alle Gedanken in diese Richtung abblockt. Von Riekes behandelnder Ärztin in der Psychiatrie Dr. Anja Dietrich erfährt Bloch, dass die junge Frau zwischen hocheuphorischen und manischen Phasen mit tiefer Niedergeschlagenheit schwanke. In ihren euphorischen Phasen leugne sie Selbstmordabsichten und bestehe darauf, keineswegs seelisch krank zu sein, was durch ihren Vater unterstützt werde.
Bloch sucht erneut das Gespräch mit Riekes Vater, um mehr über die Vergangenheit seiner Tochter zu erfahren. Er erfährt, dass Vater und Tochter lange in Kanada gelebt haben und dass Riekes Mutter gestorben ist, als sie sechs Jahre alt war. Der behandelnde Arzt wurde seinerzeit von Klaus Hollstein erfolglos verklagt, er glaubt fest daran, dass sie hätte gerettet werden können.
Als Benno Pflüger wieder einmal zusammen mit Bloch auf der Suche nach Rieke ist, erwischt er sie mit dem Pfleger Jonas auf einem Hochsitz beim Geschlechtsakt. Nach einer Hochphase befindet sich Rieke nun wieder in einem tiefen Tal. Benno kann das nicht so einfach verkraften und stellt insistierende Fragen. Im Laufe der Nacht spitzt sich die Situation zu. Benno verlässt mit der gemeinsamen fünfjährigen Tochter Emma die Wohnung. Rieke bleibt allein zurück. Etwas später randaliert sie vor dem Haus, in dem Bennos Schwester Sarah wohnt, wohin Benno mit Emma geflüchtet ist. Benno sorgt dafür, dass Rieke wieder in die Psychiatrische Klinik eingewiesen wird. Auf Betreiben ihres Vaters und unter der Vorspiegelung, dass sie bereits mit einem Therapeuten arbeite, verfügt ein Richter, dass Rieke die Klinik wieder verlassen darf.
Anstatt bei ihrem Vater zu bleiben, wie es vereinbart war, geht Rieke zurück in die von ihr und Benno bewohnte Wohnung und lässt sich ein Bad ein. Dort träumt sie in der Wanne von der Zeit als die klein war und ihre Mutter noch bei ihr war. Nicht nur der Zufall will es, dass Benno die Gefahr ahnt in der Rieke sich befindet. Zusammen mit Bloch und Riekes Vater finden sie Rieke auf der Staumauer einer Talsperre stehend. Sie spielt mit dem Gedanken, in die Tiefe zu springen. Bloch findet die Worte, die Rieke zögern lassen, woraufhin ihr Vater sie von der Mauer ziehen kann. Nun endlich sieht auch Klaus Hollstein ein, dass seine Tochter sich in Behandlung begeben muss, ebenso wie Rieke, die diesen Weg nun gehen will vor allem im Interesse ihrer kleinen Tochter.

## Produktion

### Dreharbeiten, Produktionsnotizen
Heißkalte Seele wurde vom 8. November bis zum 9. Dezember 2011 in Baden-Baden gedreht. Für die Produktion war Uwe Franke verantwortlich, die Redaktion lag für den SWR bei Brigitte Dithard, für den WDR bei Nina Klamroth.
Jonathan Dümcke, der ab Folge 3 die Rolle des Tommy Born verkörperte, hat hier seinen letzten Auftritt in dieser Reihe. Seine Mutter Clara hält es für besser, dass er sich einen Platz in einer WG sucht, um endlich den Kinderschuhen zu entwachsen, nachdem Tommy nicht so recht weiß, was er nach seinem bestandenen Abitur tun will. Er will weder studieren noch der Aufnahme in eine Journalistenschule, bei der er sich nur auf Druck beworben hatte und angenommen worden war, nachkommen.
Drehbuchautorin Silke Zertz erzählte, dass ihr die euphorischen Phasen ihrer Heldin weitaus „mehr Spaß“ gemacht hätten als die depressiven, denn da habe sich „ihre Fantasie einmal richtig austoben“ können und sie habe es so richtig „krachen lassen“ dürfen, auch wenn die „Unterströmung von Gefahr“ stets habe „spürbar sein“ müssen. Rieke Hollstein bewege sich sozusagen „auf der Rasierklinge“. Das „Leichte, Verrückte, Kraftvolle“ könne in ihr „jederzeit ins Gegenteil“ umkippen.
Für Michael Verhoeven ist dies nach Vergeben, nicht vergessen sein zweiter Film innerhalb dieser Reihe. Mit Die Lavendelkönigin inszenierte er seinen dritten ‚Bloch‘-Film und gleichzeitig die 24. und letzte Episode der Fernsehreihe Bloch.

### Veröffentlichung
Der Film wurde am 7. November 2012 im Rahmen der ARD-Reihe „FilmMittwoch im Ersten“ zur Hauptsendezeit erstmals im Programm der ARD ausgestrahlt. Zuvor wurde er am 1. Oktober 2012 auf dem Filmfest Hamburg uraufgeführt.
Dieser Film erschien zusammen mit den Episoden 21, 23 und 24 auf DVD, herausgegeben am 13. Juni 2013 vom Studio Hamburg Enterprises.

## Rezeption

### Einschaltquote
Der Film konnte bei seiner Erstausstrahlung 4,48 Mio. Zuschauer verzeichnen, was einem Marktanteil von 14 % entsprach.

### Kritik
TV Spielfilm vergab an den Film für Anspruch und Spannung je zwei von drei möglichen Punkten, für Erotik einen und die bestmögliche Wertung „Daumen nach oben“ und zog das Fazit: „Bedrückender Seelenkrimi, famos gespielt“.
Rainer Tittelbach gab dem Film auf seiner Seite tittelbach.tv vier von sechs möglichen Sternen und führte aus: „Der Film analysiert weniger ein Krankheitsbild, sondern legt großen Wert auf das kommunikative Umfeld. Das ist die Stärke des Films. Dafür schwächelt diese ‚Bloch‘-Episode dramaturgisch. Großartig: Katharina Schüttler!“ Dieser Bloch zeige, „was dieses biomechanische Feuerwerk im Kopf mit der Hauptakteurin“ mache. Der Film […] definiere „die Krankheit zugleich auch über das Umfeld der Patientin“. Dennoch leide „‚Heißkalte Seele‘, dieser Film über eine bipolare Störung, unter zu viel Drumherum und unter seiner bipolaren Dramaturgie“. Da könne „Katharina Schüttler noch so eindringlich agieren – ‚Heißkalte Seele‘ [sei] ein schwächerer ‚Bloch‘“.
Die Tageszeitung schrieb, „zur ‚Bloch‘-Rezeptur“ gehöre „das Duell-Prinzip“. „Dieter Pfaff“ werde „als Patient ein anderes, brillierendes Schauspieler-Dickschiff gegenübergestellt“. Hier sei es „die hochgelobte Katharina Schüttler, deren Rieke-Darstellung allein den Film zu einem Highlight“ mache.
In Focus Online war zu lesen, Bloch stapfe in der Geschichte „wie durch dichten Nebel“. Katharina Schüttler, die die Rieke spiele, lege „feinnervig alle Seelenstränge bloß, immer schlau genug, den anderen die eigentlich Normale vorzuspielen, die für alles eine ‚vernünftige‘ Erklärung parat“ habe. Rainer Bock, der Riekes Vater spielt, sei „ihr ebenbürtig in Sachen Psycho-Kammerspiel“.
Der Filmdienst lobte: „(Fernseh-)Drama, ganz zugeschnitten auf den hochpräsenten Hauptdarsteller. Weiterer Teil der ‚Bloch‘-Serie, die sich ebenso anspruchsvoll wie unterhaltsam mit psychischen Krankheiten und ihrer Behandlung auseinandersetzt. – Ab 14.“
Auf der Seite evangelisch.de hieß es, für Katharina Schüttler sei diese Rolle „gleichzeitig Geschenk und Herausforderung“. Gerade „die manischen Momente“ lebe die Schauspielerin „mit Genuss aus“, wozu Drehbuchautorin Zertz ihr viel Gelegenheit gebe. Dieter Pfaff verkörpere Bloch auch diesmal „als Fels in der Brandung“. Und auch wenn Rainer Bock (in Anspielung auf den vorhergehenden ‚Bloch‘-Fall Der Fremde) „nicht Vadim Glowna“ sei, „verkörper[e] er diese zwischen Paranoia und aufrichtiger Liebe hin- und hergerissene Vaterfigur sehr glaubwürdig“. Gleiches gelte auch für Christian Näthe als Riekes Partner, der „im Vergleich zu ihrer Euphorie wie ein Spielverderber“ wirke. Die horizontale Ebene mit Blochs Lebensgefährtin und deren Sohn lenke „bloß vom Wesentlichen ab“. Cornelia Janssen hingegen seien „im spätherbstlichen Baden einige schmerzlich-schöne Bilder gelungen“.
Im Tagesspiegel schrieb Thilo Wydra, der Film von Michael Verhoeven nähere sich dem „sensiblen Themenkomplex auf einfühlsame Weise“. Die Inszenierung komme „leise und unaufgeregt daher“, die „Dialoge“ seien „präzise gesetzt“. Der Film ruhe sehr „auf dem Antagonismus zwischen Dieter Pfaffs Bloch und Katharina Schüttlers Rieke – diesem behäbigen Riesen und der zappeligen Fragilen“. Der Film zeichne „ein feinfühliges Porträt einer tief in sich zerrissenen jungen Frau, die täglich, stündlich nicht“ wisse, „wohin mit sich“.